# Nadar
Gaspard-Félix Tournachon (París, 6 de abril de 1820-Vietnam, 21 de marzo de 1910), más conocido como Nadar, fue un fotógrafo, periodista, ilustrador, caricaturista y aeronáutico francés.

## Biografía
Por consejo de un amigo compró una cámara fotográfica que utilizó para recoger los retratos que habrían de servir de base de las caricaturas de su obra Panthéon Nadar (1853) donde aparecieron grandes personajes de la política y la cultura del momento pertenecientes a su círculo de amistades, tales como Charles Baudelaire. Una foto que hizo a este fue luego empleada como modelo por Manet para un grabado.

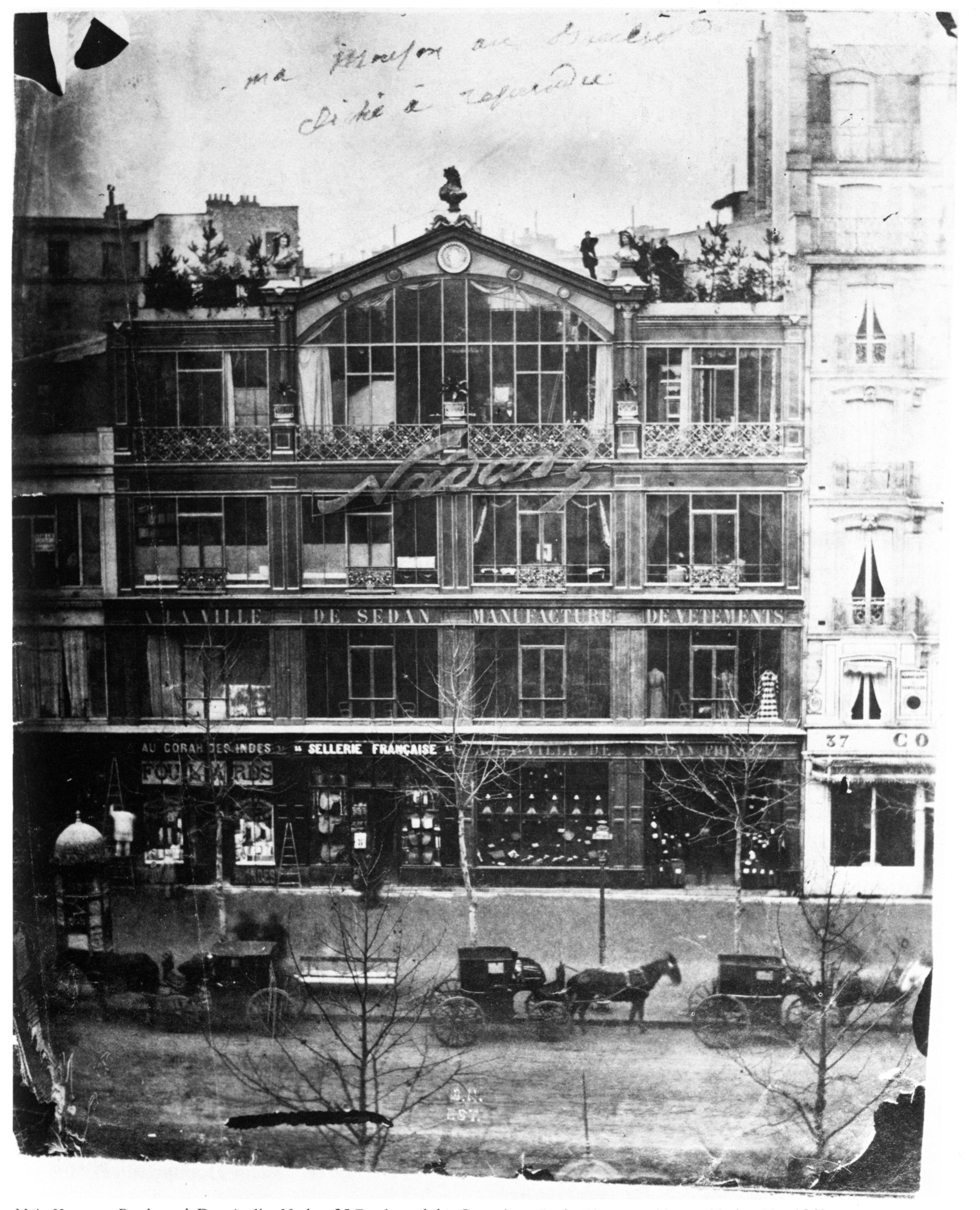
Estudio de Nadar en el Boulevard des Capucines de París, 1860.

Nunca se planteó el retrato fotográfico como una actividad con la que ganar dinero, pues mantenía unas ideas estéticas sobre cómo realizar los retratos que le alejaban de los criterios más comerciales, pero que por el contrario lo elevaban al rango artístico. En todo momento se negó a colorear los retratos, así como a practicar cualquier tipo de retoque. También renunció a la utilización de elementos de atrezzo. Nadar únicamente se sirve de la luz –modo de iluminar al modelo– y del gesto –mirada y actitud de los modelos favorecida por la relajación de los amigos fotografiados–, como elementos principales de la fotografía.
Nadar hacía retratos como lo haría un pintor pero con un medio nuevo. Ha habido un largo debate científico sobre si copiaba/imitaba la pintura, aunque parece que finalmente se ha acabado con la polémica al reconocer que, si bien es cierto que Nadar seguía los cánones clásicos ya sentados en la pintura con una técnica nueva, no deja de cultivar un género artístico del que también participa la pintura. En las obras de Nadar lo importante es realmente el rostro del retratado, razón por la cual se prescinde de adornos superfluos. En aras del realismo, desprecia el coloreado de las imágenes o su retoque, buscando con ello una mayor claridad.
A Nadar se deben las primeras fotografías aéreas de la historia en el año 1858, realizadas con una cámara fotográfica desde un globo aerostático. Esta innovación tuvo un gran interés militar. En los años 1870 fue nombrado comandante de una compañía de globos aeroestáticos para tomar fotografías de las posiciones de los prusianos que cercaban el París de la Comuna. También fue el primer fotógrafo en hacer fotografías con luz artificial, consiguiendo captar imágenes de las catacumbas de París.
Está enterrado en el Cementerio de Père-Lachaise en París.

## Galería

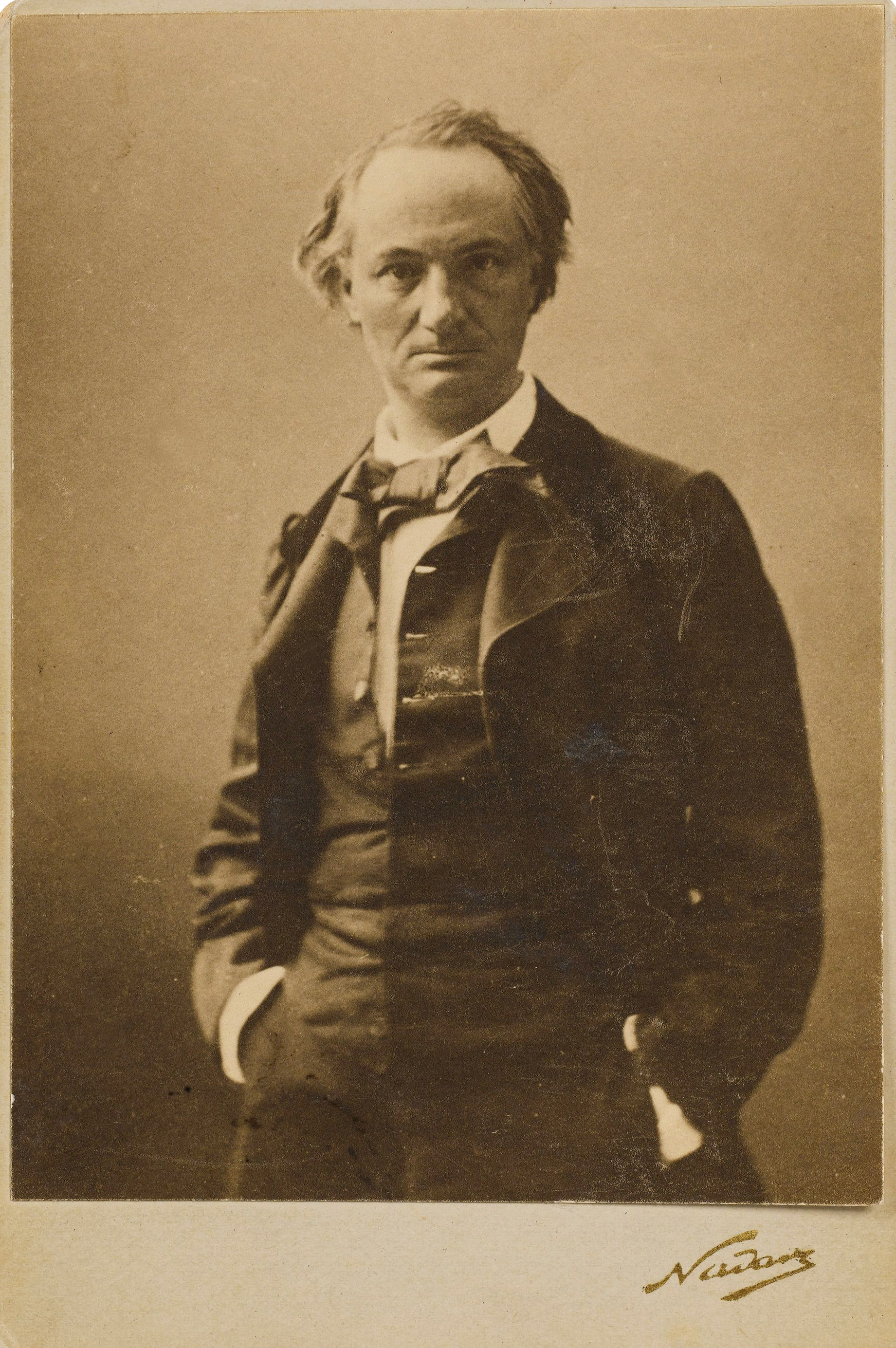
Charles Baudelaire
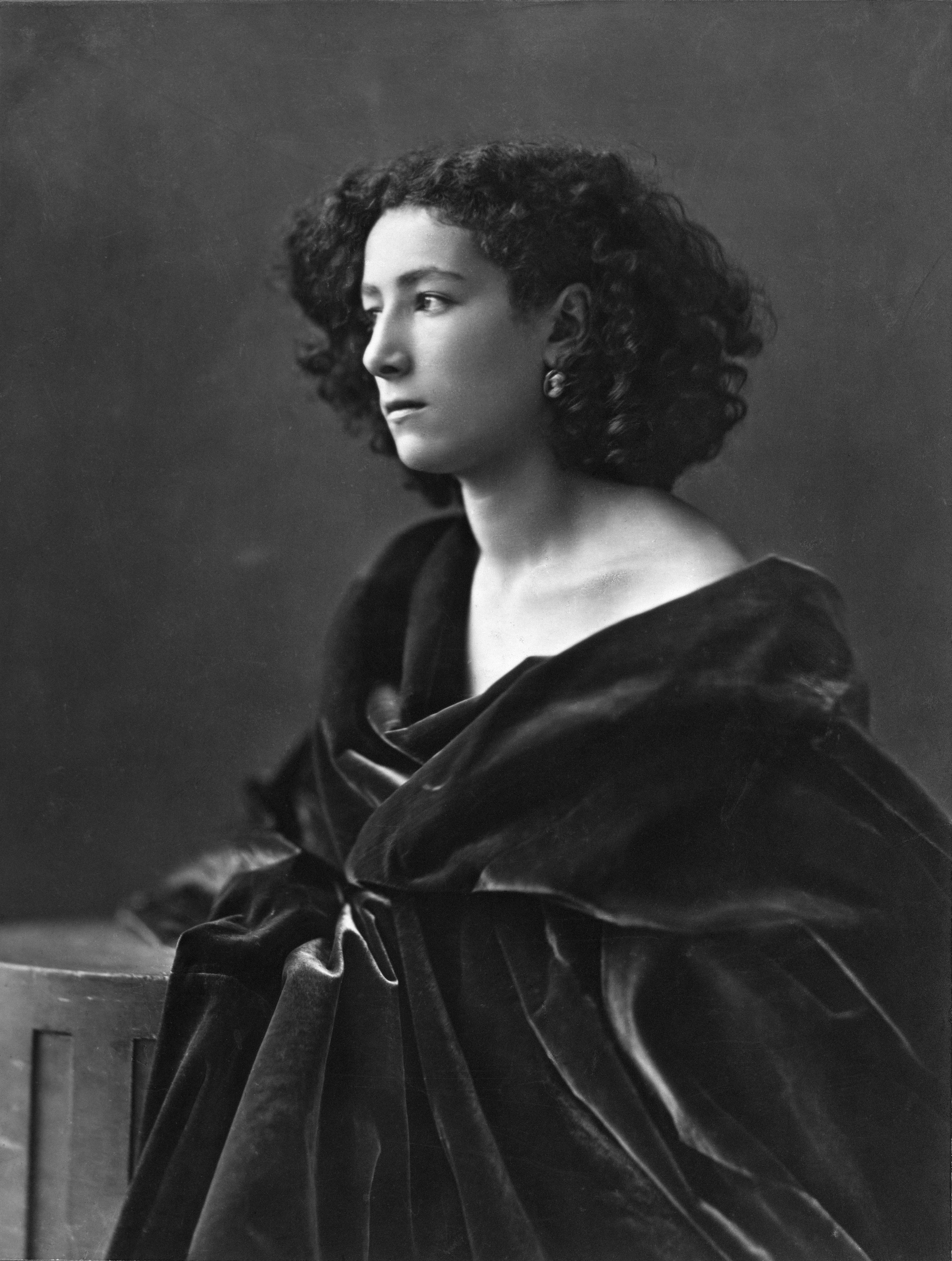
Sarah Bernhardt
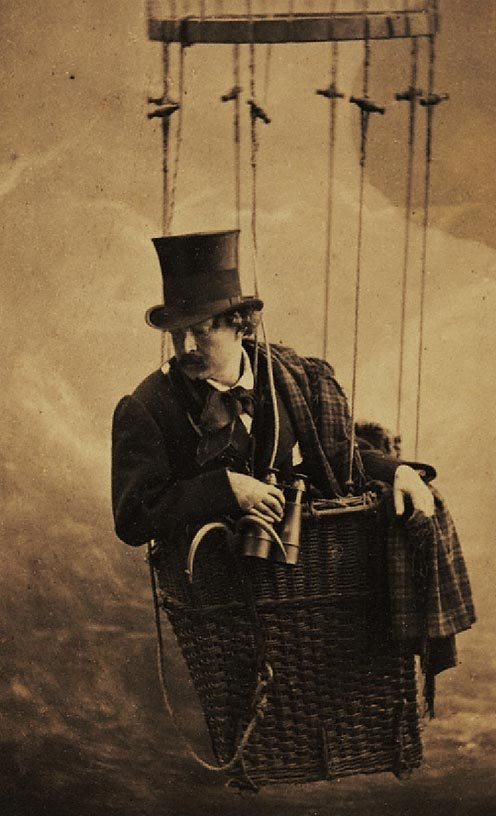
Autorretrato
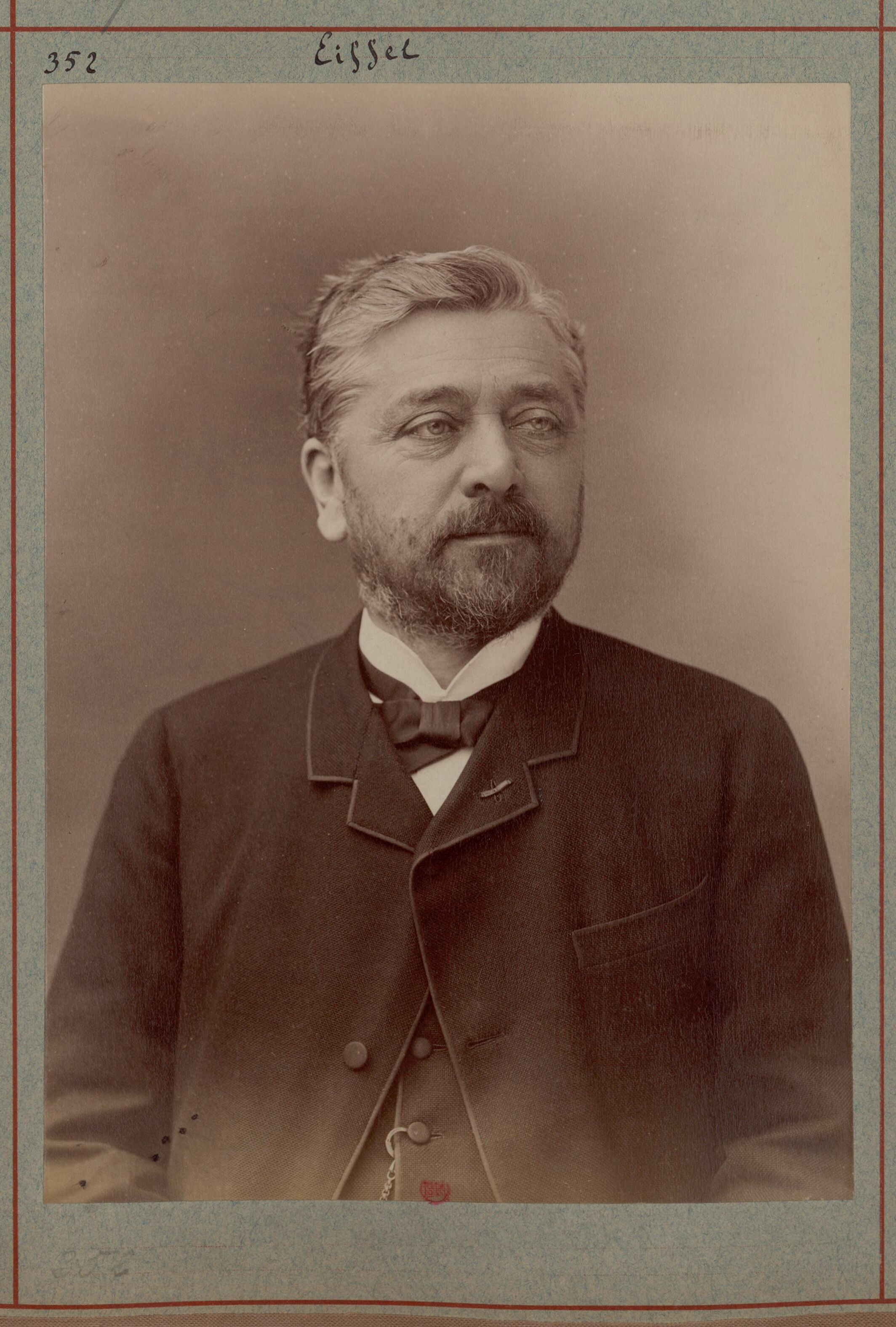
Gustave Eiffel
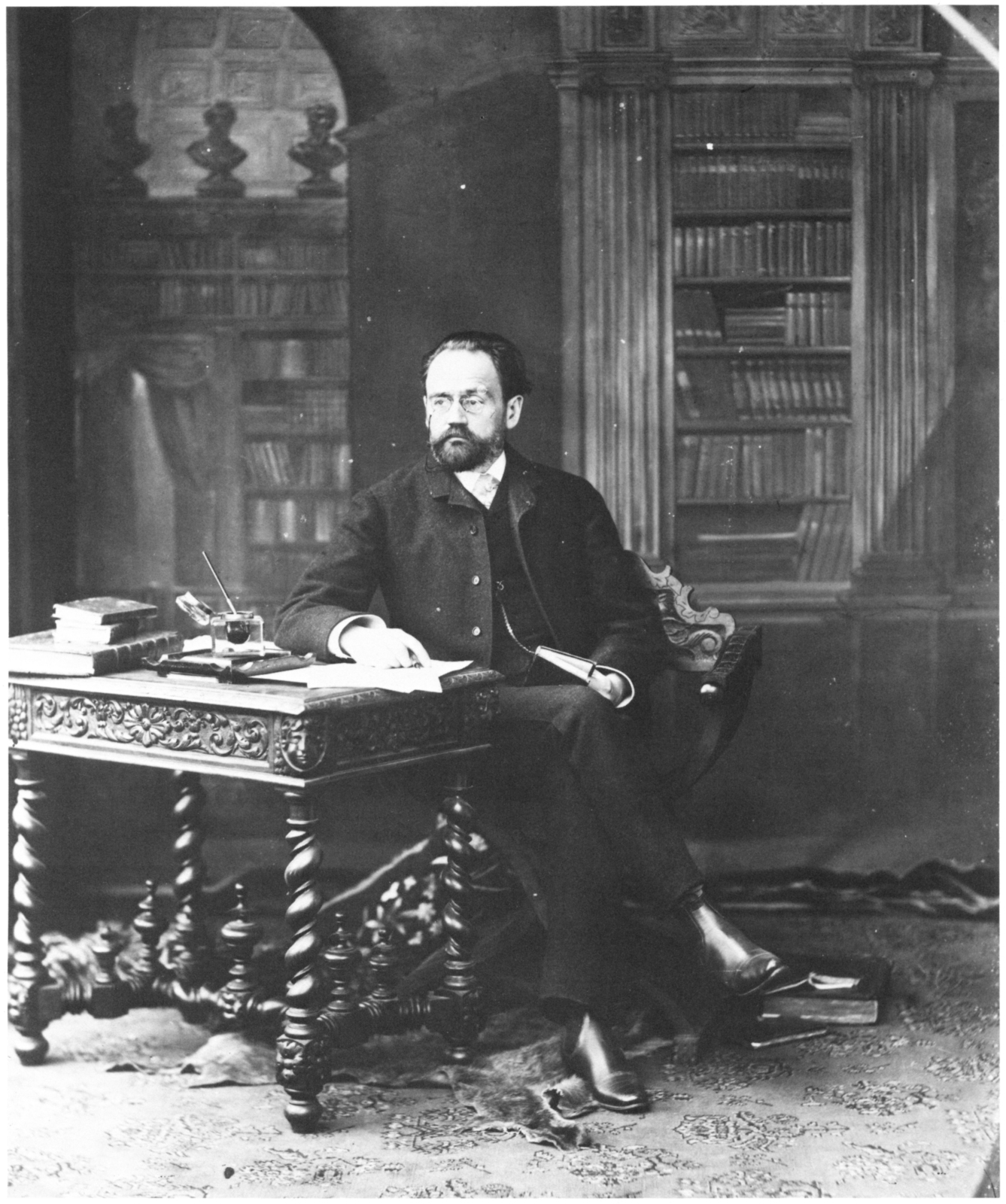
Émile Zola
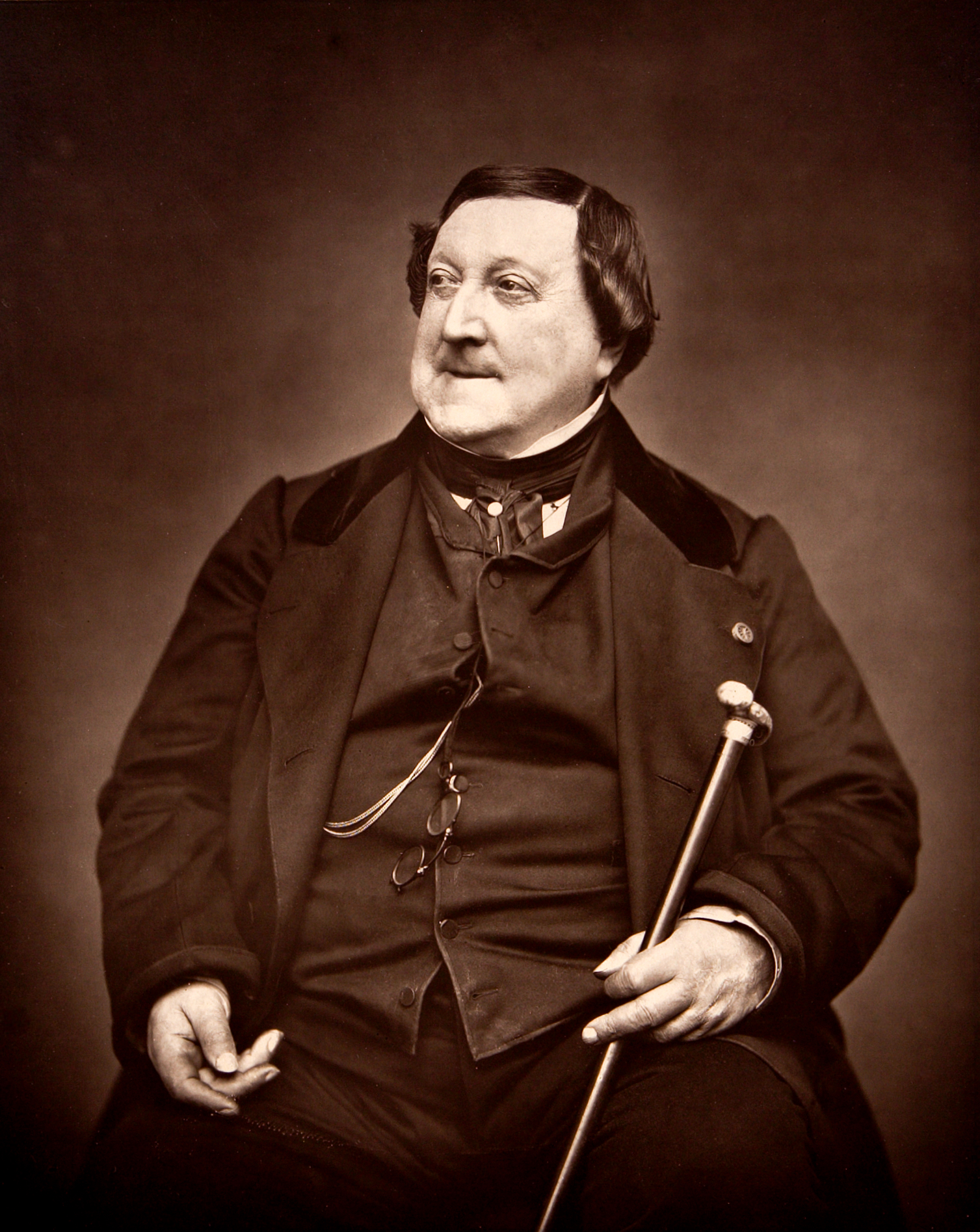
Gioachino Rossini
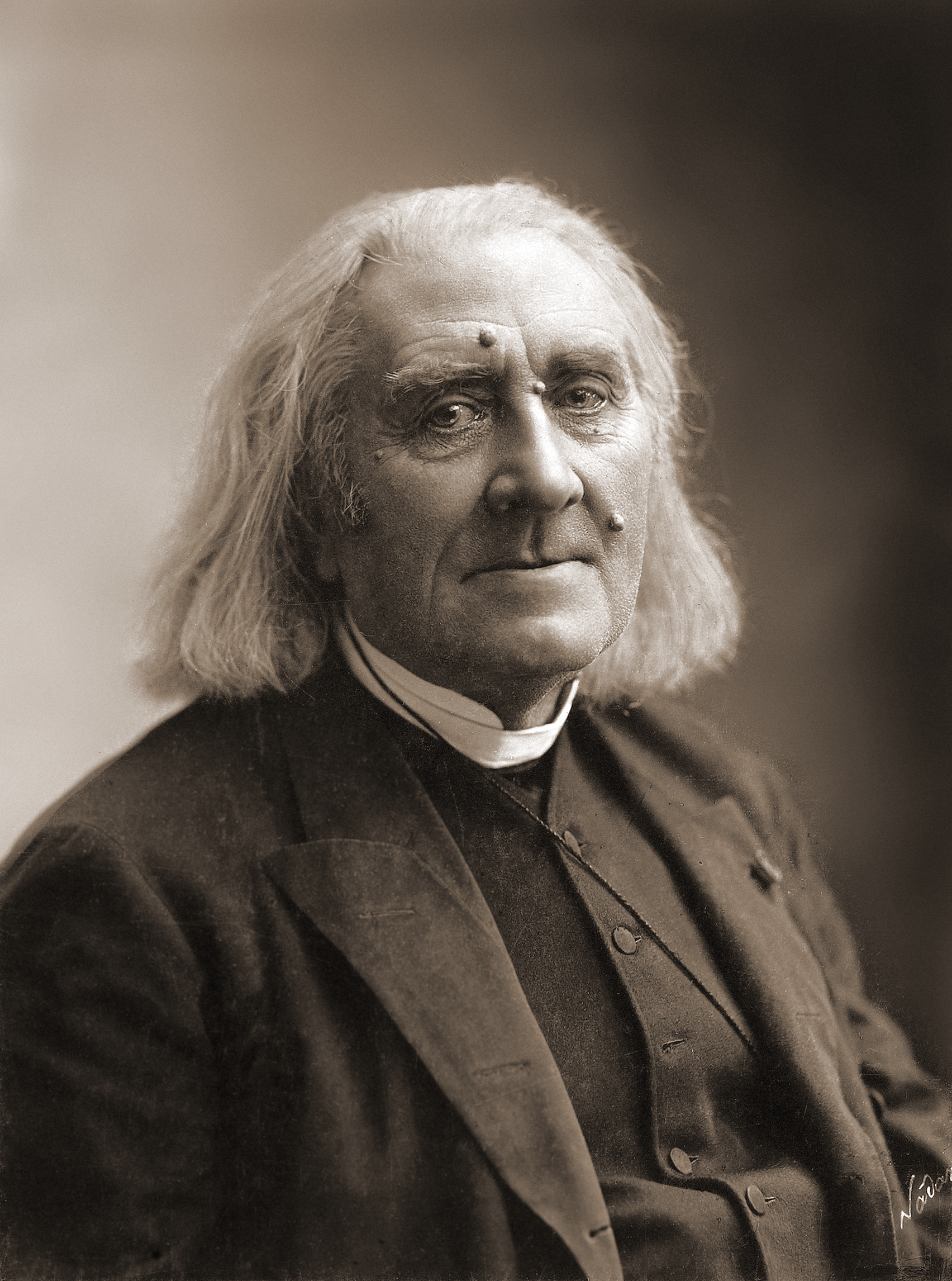
Franz Liszt
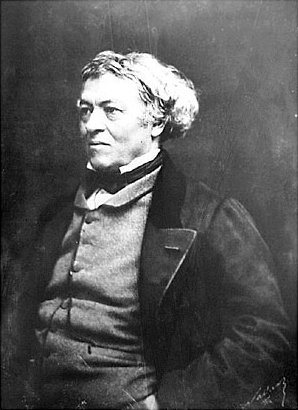
Camille Corot
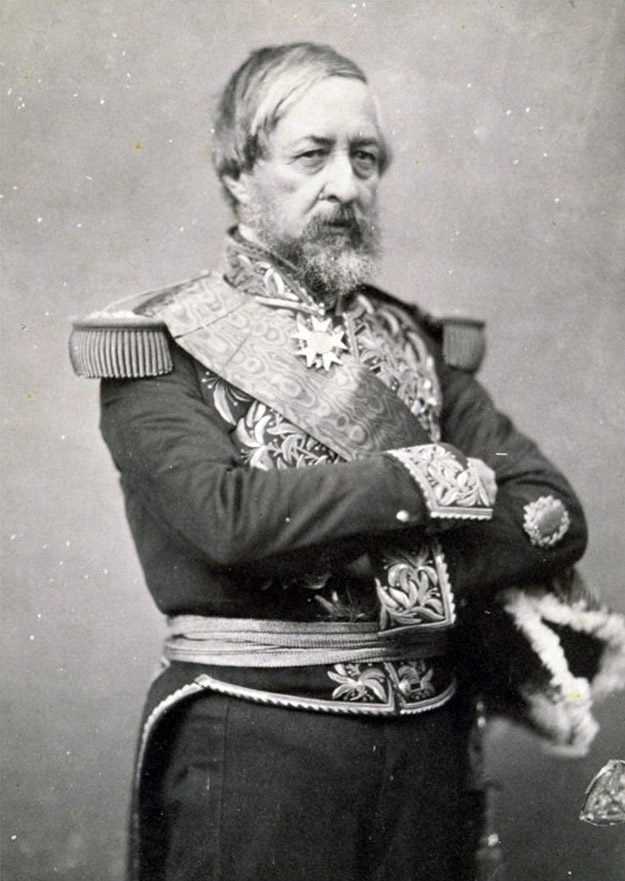
José Hilario López